# Toquaht

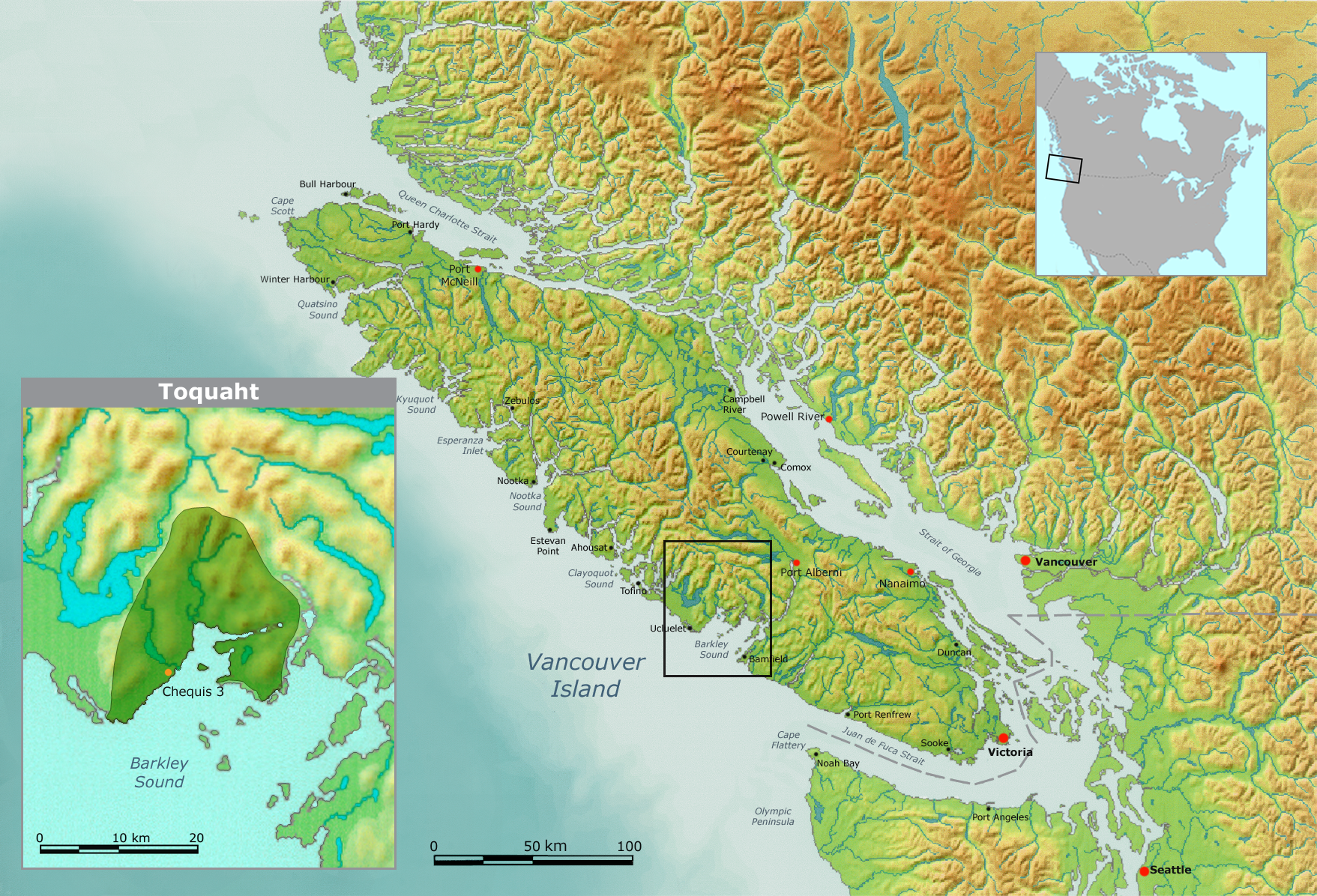
Traditionelles Territorium der Toquaht und Lage des heutigen Hauptreservats

Die Toquaht sind nordamerikanische Indianer und leben auf der Vancouver-Insel, die vor der Westküste Kanadas liegt. Sie sprechen Wakash und gehören zu den Nuu-chah-nulth. Gegenüber der kanadischen Regierung werden sie vor allem durch den Nuu-chah-nulth Tribal Council vertreten.
Toquaht bedeutet etwa „Volk vom engen (oder schmalen) Kanal“.
Im April 2010 gab es 137 (Mai 2009: 141) anerkannte Mitglieder, davon lebten allerdings nur noch 8 im Reservat, 7 in anderen Reservaten, eine Frau auf Kronland (Crown land), die übrigen 121 außerhalb.

## Reservate
Die Toquaht verteilen sich auf 7 Reservate mit insgesamt 196 ha Fläche. Das Hauptreservat liegt an der Nordseite des Barkley Sounds, wo 2001 noch 34 Stammesangehörige lebten. Die übrigen 67 lebten außerhalb des Reservats. Inzwischen leben nur noch 8 Toquaht im Reservat.

## Politische Situation
Im Rahmen der Vertragsverhandlungen mit Kanada und der Provinz British Columbia (BC Treaty Process) stimmte unter Führung des traditionellen Häuptlings Bert Mack die Toquaht First Nation am 22. August 2007 der Konstitution zu. Damit erhielt sie, wie die anderen vier First Nations der Maa-nulth-Gruppe, erheblich umfangreichere Gebiete als das Reservat, verzichtete aber auf das traditionelle Stammesgebiet. Zugleich wird der Landbesitz privatisiert, ist also weder gegen Verkauf noch Enteignung geschützt. Daher ist das Ziel des BC Treaty Process zunehmend umstritten. Dennoch stimmten 91 % der Toquaht zu.
Ähnlich haben die Ka:'yu:'k't'h'/Che:k:tles7et'h' First Nations am 4. August, der Uchucklesaht Tribe am 16. Juni, die Ucluelet First Nation am 15. Juni und die Huu-ay-aht First Nations am 28. Mai 2007 abgestimmt,  die der gleichen Verhandlungsgruppe angehören. Das Vertragswerk ist inzwischen von der Provinz British Columbia ratifiziert worden. Im Juni 2009 ratifizierte die Bundesregierung den Vertrag.

## Geschichte
Das ursprüngliche Wohngebiet der Toquaht lag um das Dorf T'ukw'aa – die Toquaht sind somit das „Volk von T'ukw'aa“. Der Ort war mindestens von etwa 800 bis ins frühe 20. Jahrhundert bewohnt. Wohl schon im 19. Jahrhundert wurde dagegen das Dorf Ch'uumat'a aufgegeben. Hier reichen die Funde bis etwa 2000 v. Chr. zurück. Bei einer archäologischen Grabungskampagne (1991–1996) wurden rund 1.500 Artefakte dokumentiert, dazu 50 Fundstätten, unter ihnen Dörfer, Fischfallen, Verteidigungsbauten und eine Felsmalerei.
Mitte des 19. Jahrhunderts bestand das Stammesgebiet aus dem Westufer des Barkley Sound, der Toquart und der Mayne Bay sowie dem Pipestem Inlet.
1881 bzw. 1891 galten nur noch 32 Menschen als Toquaht. Ihnen wurde in den 1880er Jahren ihr heutiges Reservat um die Dörfer Macoah und Chequis zugewiesen. 1881 teilten sich die Bewohner auf drei Familien auf, von denen eine 18, eine 11 und eine 3 Personen zählte. Letztere Familie war kinderlos. Das älteste Stammesmitglied war 56 Jahre alt, Häuptling war Cle a wit voa (52), der auch der größten Familie entstammte. Nur zwei Namen waren erkennbar europäischen Ursprungs, die übrigen 30 Personen trugen traditionelle Namen.